# مايك ثورنتون
مايك ثورنتون (بالإنجليزية: Mike Thornton)‏ هو سياسي بريطاني، ولد في 1 مايو 1952 في فارنهام في المملكة المتحدة. نشط حزبياً في الديمقراطيون الليبراليون. في 2013 Eastleigh by-election ‏، انتخب عضو برلمان المملكة المتحدة الـ55 عن دائرة إيستلي وقد انضم خلال فترته النيابية ‏ (1 مارس 2013 – 30 مارس 2015) للكتلة البرلمانية الديمقراطيون الليبراليون.